# خليل بديري
خليل بديري (1906-1983) هو مؤلف وطبيب فلسطيني ولد في مدينة القدس وتلقى علومه فيها. في عام 1922 سافر إلى ألمانيا تمهيداً للالتحاق بأحدى الجامعات لدراسة الطب، ثم سافر إلى بريطانيا ليكمل دراسته وعاد إلى القدس عام 1932 يحمل شهادة في الطب وجراحة العيون، وإجازة من الكلية الملكية البريطانية للطب، وعضوية الكلية الملكية البريطانية للجراحين، وعمل في مستشفى مار يوحنا للعيون في مدينة القدس. تشرب مبادئ وعيه الاجتماعي الأولى من والده الشيخ موسى البديري. امتاز خليل بقدرة فائقة على استخدام وسائل وأدوات التحليل العلمي التي كان يمتلكها لتحليل وفهم الواقع الموضوعي وقراءة المستقبل ورصده واستشراف ملامحه، وهو يمثل التيار التجديدي الذي يرفض الثقافة التقليدية رفضًا قطعيًا ويدعو الى ثقافة التغيير البديلة، وكان يرى بأنه لا يمكن لأية أمة النهوض والتطور بدون أن تملك الحرية الفكرية والابداعية. في صيف عام 2014، كرم من قبل نقابة أطباء العيون في نابلس بالتعاون مع وزارة الصحة في السلطة الفلسطينية.

## أبرز إنجازاته
من أبرز مساهماته في مجال البحث التاريخي:
- "تاريخ ما أغفله التاريخ ـ ستة وستون عامًا مع الحركة الوطنية الفلسطينية".[5]
- "الحزب الشيوعي الفلسطيني 1919 ـ 1948".

كتب عدة مقالات في جريدة الغد المقدسية قبل النكبة، من بينها:
- حلول معقّدة تتلاءم مع أهداف الاستعمار النكراء، الذي نُشِر في الثَّاني من آب (أغسطس) في العام 1946.
- مقال اتقوا الله في أنفسكم اللذي نُشر في الحادي والعشرين من حزيران (يونيو) عام 1946.[6]

## حياته النضالية
في صيف عام 1919 سافر الى سوريا بربفقة كامل البديري ابن عمه لحضور المؤتمر السوري العام الذي كان يطالب باعتراف باستقلال سوريا الطبيعية وكان أن ذاك 15 عاما، وفي نفس العام انضم خليل إلى النادي العربي وأصبح ملازماً له وتأثر كثيراً بنشاطاته الوطنية التي كانت تحث على مقاومة الاحتلال والهجرة اليهودية. كما وشارك خليل في تظاهرات القد عام 1919، وألقى أول خطاب له أمام تظاهرة حاشدة خارج دار الحكومة في باب العامود في القدس، يندّد فيه ويستنكر الاستعمار البريطاني ووعود بلفور وتجزئة البلاد العربية وكان ذلك في عام 1920، وقد ساهم في صياغة الوعي النقدي الفلسطيني ونشر الأفكار التنويرية التقدمية وكتابة التاريخ الفلسطيني. شارك البديري أيضاً في الاجتماع الذي تقرر فيه تشكيل أول وفد وطني فلسطيني من أجل السفر إلى بريطانيا لِشرح القضية الفلسطينية.عمل محرر في صحيفة الصباح التي انشأها موسى كاظم الحسيني ، في أكتوبر (تشرين الأول) 1923 عاد الى القدس للعلاج بعد اصابته بمشاكل صحية اثناء تواجده في المانيا ،سافر الى مصر في سبتمبر (أيلول) 1924 لاكمال دراسته في الجامعة الامريكية بالقاهرة، توجه بعدها الى سويسرا للالتحاق بكلية الطب حتى انهى دراسته في أواخر عام 1929، ليغادر الى لندن ليدرس تخصص طب وجراحة العيون في مستشفى مورفيلدز التخصصي للعيون التابع لجمعية مار يوحنا الخيرية.

### نشاطه مع الجهات الشيوعية
على اثر اهتمامه بمتابعة الأحداث السياسية التي كانت تجري في فلسطين والثورة السورية الكبرى ضد الاستعمار الفرنسي، وفي 1923 وفي مدينه شتوتغارت في ألمانيا ،كانت بداية تعرفه بالنشطاء ذو التوجه الشيوعي حيث تعرف على ناشطة نسائية شيوعية تدعى مدام دوشين وكانت من بين الداعين الى استقلال سوريا، وبعدها تعرف على ليون نيكول كان عضو في البرلمان السويسري ومحرر جريدة اشتراكية كانت تسمى العمال، عمل البديري فيها لاحقًا بعد عرض ليون عليه، كما كان مطلع على جريدة الانسانية "الأومانيتيه" المؤيدة للثورة السورية ضد الاستعمار الفرنسي الذي اكتشف فيما بعد توجهها الشيوعي، في جنيف تعرف على مبادئ الشيوعية في حلقة كانت تنظم مرتين في الاسبوع في منزل طبيب معروف هناك آن ذاك عقب عودته الى فلسطين وفي عام 1936، تعرف على ناشطين الحزب الشيوعي الفلسطيني في المعتقل كان من بينهم رضوان الحلو و محمد نمر عودة، اثر مشاركتهم في الثورة العربية الفلسطينية آن ذاك وتم الافراج عنه بدون تهمه
شارك في تكوين الحركة الثقافية في فلسطين، كان من بين منظمين حلقة ثقافية مع عبدالله البندك ورئيف خوري وانشاء رابطة القلم التي كانت جريدة صوت الشعب تصدر لها ملحق أدبي
في عام 1929، شارك في مؤتمر عصبة مكافحة الاستعمار الذي نُظم في مدينة فرانكفورت الألمانية من شيوعيون تابعين للكومنترن بعد طلبه الانضمام للمؤتمر ومن ثم تمت دعوته، وهناك القى خطاب يعارض الاستعمار ووعد بلفور وقدم البديري احتجاج على مشاركة ممثل حزب بوعالي تسيون الصهيوني لينتهي المؤتمر باعلان تأييد الاستقلال ورفض الحركة الصهيونية داخل فلسطين وفكرة وعد بلفور، في عام 1947، تم اعتقاله في غزة لفترة قصيرة مع عدد من نشطاء الحزب الشيوعي الفلسطيني على اثر توزيع خطاب تأييد الحزب لقرار تقسيم فلسطين.